# サマーラブ!!
「サマーラブ!! feat. RED RICE from 湘南乃風」（サマーラブ フィーチャリング・レッドライス・フロム・しょうなんのかぜ）は、青山テルマの10枚目のシングル。2010年6月30日リリース。
奥和義が監督を務めたミュージックビデオには、あやまんJAPANが出演しており、本編とは別に「ポイポイオールスターVer.」が制作された。

## 収録内容
1. サマーラブ!! feat. RED RICE from 湘南乃風
2. OH BABY 恋してたい
3. サマーラブ!! feat. RED RICE from 湘南乃風 (Instrumental)
4. OH BABY 恋してたい (Instrumental)